# 安格拉普河

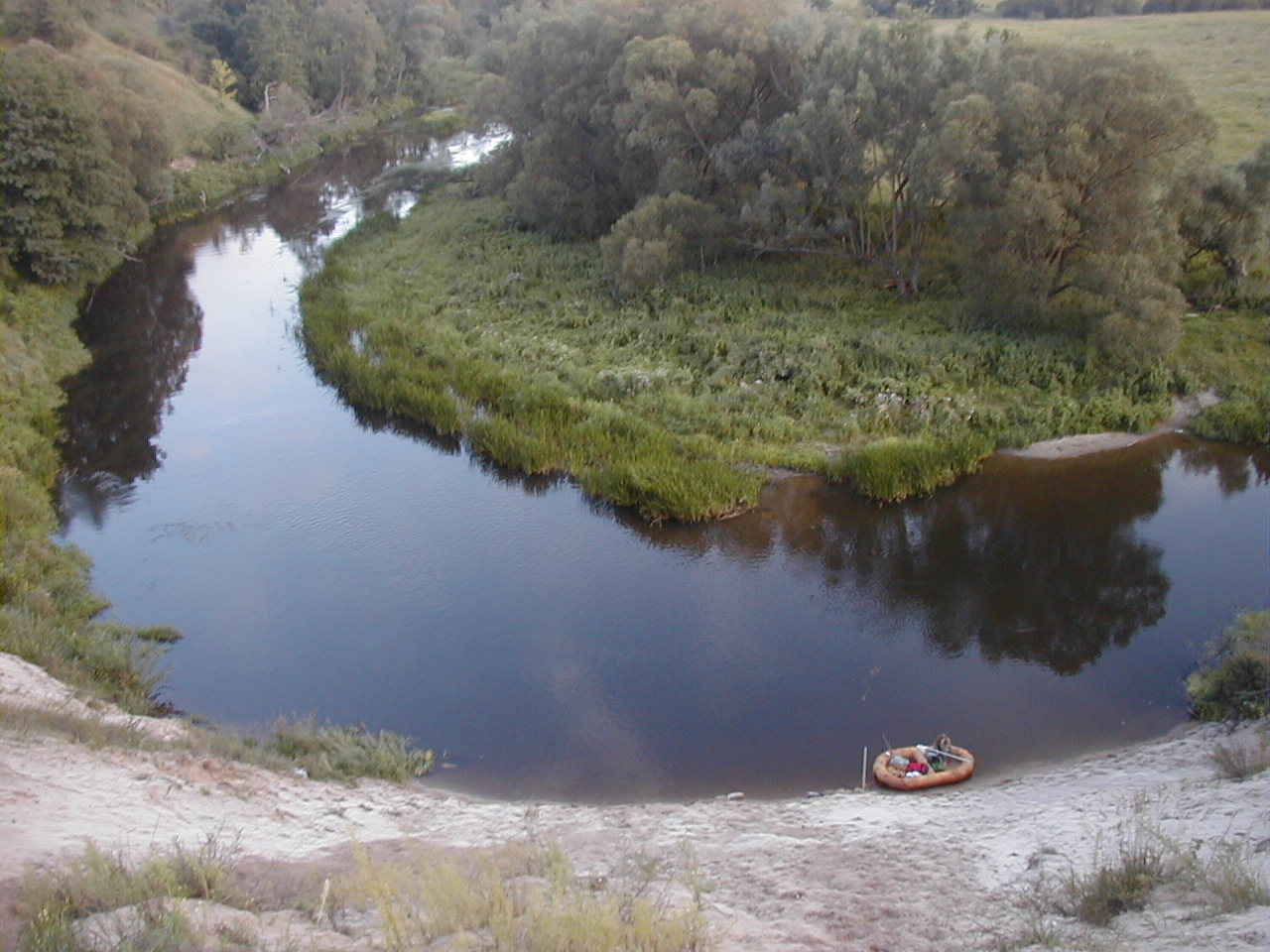

安格拉普河（波蘭語：Węgorapa）位于波兰东北部和俄罗斯加里宁格勒州，发源于马祖里，最终注入普列戈利亚河，全长172公里。
54°11′51″N 21°43′07″E / 54.1975°N 21.7186°E